# 拉维尼亚纳门广场

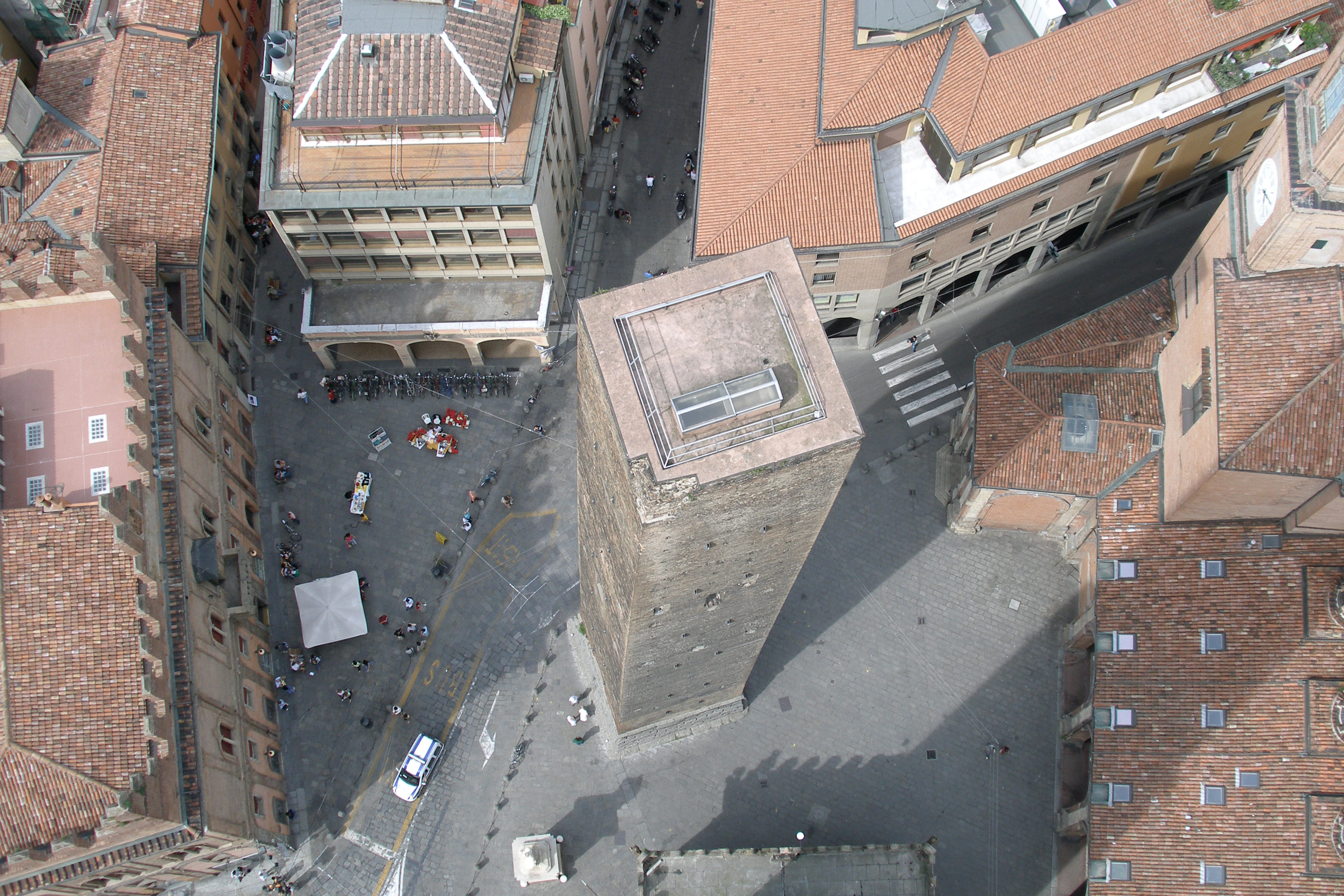
从阿西内利塔塔顶俯瞰广场

拉维尼亚纳门广场（Piazza di Porta Ravegnana）是意大利艾米利亚-罗马涅大区博洛尼亚市中心的一个广场。广场位于博洛尼亚主广场（Piazza Maggiore）和博洛尼亚圣伯多禄主教座堂以东约四个街区, 是博洛尼亚双塔（阿西内利塔和加里森达塔）的所在地。

## 历史
广场得名于附近的古代城门，经圣维塔莱大道（strada San Vitale）通往拉韦纳。在中世纪，这个广场是一个重要的集市。

## 描述
有多条主干道交汇于这个广场，包括：东面的圣维塔莱街（via San Vitale）和马焦雷街（strada Maggiore）、东南面的圣斯德望街（via Santo Stefano）、南面的卡斯蒂利奥内街（via Castiglione）、东北面的赞博尼街（via Zamboni，原圣多纳托街，Strada San Donato），以及朱迪街（via de' Giudei）。广场上除了双塔以外，还有一尊17世纪的该城主保圣人圣白托略（Petronius）的雕像。在广场旁边矗立着圣巴尔多禄茂圣嘉耶当圣殿（Basilica di Santi Bartolomeo e Gaetano）、斯特拉扎罗利宫（Palazzo Strazzaroli）和德拉皮耶里宫（Arte dei Drappieri）, 即布料商人的行会。